# Nelly Waldeck
Nelly Waldeck (* 19. April 1997 in Kiel) ist eine deutsche Politikerin (Bündnis 90/Die Grünen) und seit 2022 Mitglied im Schleswig-Holsteinischen Landtag.

## Leben und Beruf
Nach dem Besuch des Ernst-Barlach-Gymnasiums Kiel und dem Abitur am Regionalen Berufsbildungszentrum (RBZ) Wirtschaft 2016 begann Waldeck ein Französisch- und Spanischstudium mit Lehramtsoption an der Humboldt-Universität zu Berlin, das sie nicht abschloss. Seit 2018 studiert sie Soziale Arbeit an der Fachhochschule Kiel.

## Politische Tätigkeit
Waldeck war Sprecherin der Grünen Jugend Kiel sowie Mitglied der Geschäftsführung der Grünen Jugend Schleswig-Holstein. Zudem engagierte sie sich zeitweise als Mitglied des Studierendenparlaments der Fachhochschule Kiel.
Bei der Landtagswahl in Schleswig-Holstein 2022 erreichte sie mit 19,5 % der Erststimmen im Wahlkreis Kiel-Ost den dritten Platz, zog jedoch über Platz 7 der Landesliste ihrer Partei in den Landtag ein. Waldeck ist jugendpolitische Sprecherin der Grünen-Landtagsfraktion.

## Privates
Waldeck lebt in Kiel.